# باول كينغ (كاتب)
باول كينغ (بالإنجليزية: Paul King)‏ هو مغني ومقدم تلفزيوني وكاتب سيناريو وكاتب أغاني بريطاني، ولد في 20 نوفمبر 1960 في كوفنتري في المملكة المتحدة.

## وصلات خارجية
- بول كينغ على موقع IMDb (الإنجليزية)
- بول كينغ على موقع IMDb (الإنجليزية)
- بول كينغ على موقع ميوزك برينز (الإنجليزية)
- بول كينغ على موقع أول ميوزيك (الإنجليزية)
- بول كينغ على موقع ديسكوغز (الإنجليزية)